# Хоборков, Цырен Лобсанович
Цыре́н Лобса́нович Хоборко́в (1912―1973) ― советский бурятский певец, Заслуженный артист РСФСР (1959), Народный артист Бурят-Монгольской АССР (1955).

## Биография
Родился в 1912 году в  улусе Хурай-Хобок на территории современного Тункинского района Бурятии. В раннем детстве начал петь бурятские народные песни, научился играть на хууре, который изготовил и подарил ему родной дядя.
В 1929 году окончил 4-летнюю школу, затем курсы учителей по ликбезу. В 1930 году учился на педагогические курсы при Бурпедтехникуме в Кяхту.
В 1934 году Хоборкова направляют в Окинский хошун, где начинает работать учителем в школе. Здесь он создаёт оркестр, в составе которого среди других инструментов был и его любимый хуур, играя на котором он исполнял песни собственного сочинения и бурятские народные. 
Студент техникума искусств, в будущем известный бурятский композитор Дандар Аюшеев услышал в Кырене, как поёт Цырен, и посоветовал ему начать учёбу в музыкальном училище. В 1937 году Цырен Хоборков становится студентом музыкального отделения по классу преподавателя Н.И. Шатрова. Будучи студентом, одновременно работал артистом хора музыкально-драматического театра. В то время Бурят-Монголия готовилась к первой декаде бурят-монгольской литературы и искусства в Москве.
Цырену Хоборкову поручили исполнение на первой декаде двух ответственных партий: Хутармана в музыкальной драме П. Берлинского и Бау Ямпилова «Баир» и Дархана в опере М. Фролова «Энхэ-Булат батор», а также исполнение бурятских народных песен. За высокое исполнительское мастерство певец был награждён орденом «Знак Почёта».
После начала Великой Отечественной войны Хоборков был призван в Красную Армию и направлен в военно-политическую школу. В 1943 году по ходатайству правительства Бурятской АССР артист был уволен в запас. Через несколько месяцев в составе Бурятского музыкально-драматического театра он отправился на гастроли в Монголию.
С 1944 года работал солистом Бурятского ансамбля песни и танца «Байкал», его голос звучал не только по всей республике, но и в Латвии, Литве, Эстонии, Украине, Хакасии, Якутии.

## Творчество
Широкую известность приобрели песни, которые сочинил сам Цырен Хоборков, такие как «Дружба народов», «Песня об Ангаре».
Его творчество стало огромным вкладом в музыкальную летопись Бурятии. Знаток и исследователь народного творчества, музыкального фольклора, он всегда стремился создавать колоритные песенные образы в своем, хоборковском, стиле исполнения. 
Он вкладывал в свои песни лирическую теплоту. Понимал народную песню как никто другой, знал её особенности. Хоборков пел песни о родном крае, песни о партии, комсомоле, о Великой Отечественной войне. Но были и застольные, свадебные, песни весёлые, задорные, песни-благопожелания, песни, полные юмора. На его песнях можно проследить историю и жизнь талантливого бурятского народа.

## Награды и звания
- Заслуженный артист РСФСР (1959)
- Народный артист Бурят-Монгольской АССР (1955)
- Заслуженный артист Бурят-Монгольской АССР (1953)
- Орден «Знак Почёта» (1940)
- Почётные грамоты Министерства культуры Бурятской АССР, Якутской АССР, правительства Монголии